# Zorotypus hamiltoni
Zorotypus hamiltoni — вид комах ряду зораптер (Zoraptera). Вид був описаний у 1978 році. 

## Поширення
Поширений у дощових лісах Колумбії. 

## Опис
Довжина тіла 2-3 мм. Покриви слабко пігментовані. Ротовий апарат гризучий. Вусики 9-сегментні. 

## Спосіб життя
Дуже вологолюбні. Живуть в лісовій підстилці, гнилій деревині та під корою. Трапляються скупченнями від 15 до 120 особин, але без ознак соціальності. Живляться переважно гіфами та спорами грибів, а також мертвою органікою або хижаки (полюють на нематод, кліщів та інших дрібних безхребетних)